# دنیس بروکوفسکی
دنیس بروکوفسکی (انگلیسی: Dennis Borkowski؛ زادهٔ ۲۶ ژانویهٔ ۲۰۰۲) بازیکن فوتبال اهل آلمان است.